# 八奈見乗児
八奈見 乗児（やなみ じょうじ、1931年〈昭和6年〉8月30日 - 2021年〈令和3年〉12月3日）は、日本の声優、俳優、ナレーター。満洲生まれ、福岡県飯塚市、福岡市育ち。青二プロダクション所属。既婚。

## 来歴

### 生い立ち
満洲・撫順で生まれ、13歳の頃福岡県に引き上げる。当時は八奈見にとっては、中国こそが生まれ故郷であり、日本は異国でしかなかったことから日本に帰ることを拒んでいた。その時に「一人になっても中国にとどまりたい」と駄駄をこねていたが、そんな願いはかなえられず、引き揚げ船の甲板から、生まれ育った満州に「もう再び、満州に戻って来れる日はないだろう……さようなら、ぼくのふるさと……」と別れを告げたという。父の故郷の福岡県飯塚市で暮らし、福岡県立嘉穂中学校（現：福岡県立嘉穂高等学校・附属中学校）に中学2年の時に編入。長いこと学業から遠ざかっていたため、級友との学力差が激しく、成績は惨たんたるものだった。一時はクラスのドンジリまで落ち、学校に行くのがいやになってしまった。しかし落ちこぼれにはならず、自ら叱咤し、怠惰になりがちな心と戦った。みるみる学力は回復、級友たちをグングン抜いて、わずか半年後にはトップクラスにおどり出て、クラス副委員長に推されるほどになったという。その後、一家は福岡県福岡市に移住し、中学校転校後、小さい頃から運動、野球が好きで野球部に所属していた。福岡県立修猷館高等学校卒業後、野球が取り持つ縁で、日本通運飯塚支店に入社してノンプロ野球の選手として野球をしていた。将来への不安を感じてジャーナリストになることを決めて入社1年で上京。明治大学を受験して合格して進学したが、寂寥感に捉われ、電車の窓から見ていた音楽舞踊学校の看板に心を奪われ、訪ねて入学し、歌、踊りの稽古をしていた。しかし両親達に知らされて叱責されたうえ、連れ戻されてしまう。その後の博多での生活は、人生でドン底時代であり、生きる目標がなく、毎日がウッウッとして、何をしても楽しくなかった。日本軍の占領下の中国人がよく口にしていた「没法子（もうだめだ）」の心境だったという。

### キャリア
その後、声優を目指して九州RKB毎日放送劇団に所属。九州時代の後輩に内海賢二がいる。しかし「東京でなければ芝居はできない」と思い東京都へ移住。その後、エイトプロダクション、俳協を経て青二プロダクションに所属する。
2001年からは『中居正広の金曜日のスマたちへ』のナレーションを務める。
2003年には声優歴40年を迎えた。
2005年には愛・地球博のマスコットキャラクター「モリゾー」の声を担当した。2007年11月からキッズステーションで放映された『エレキング the Animation』では主人公のおいさん役を務めた。
2009年3月20日、赤塚不二夫、藤子不二雄Aらとともに東京アニメアワード第5回功労賞を受賞している。

### 休業・死去
2015年9月25日、療養のため、休業を発表。その後、2019年に戸田恵子は自身のブログで八奈見について、健康状態は良好であると共に仕事に関しては勇退していたことを明かしている。休業以降も『中居正広の金曜日のスマイルたちへ』に関しては飯島愛に関するVTRで例外的にナレーションを継続していた。2021年5月7日放送の同番組で青二プロダクション所属の声優が特集された際、出演は無かったものの、顔写真のパネルがスタジオに設置されると共に「金スマナレーター 今回は欠席」とのテロップが表示された。
2021年12月3日22時59分、死去。90歳没。訃報は同月14日、青二プロダクションの公式サイトで発表された。

## 人物
声種は「渋く朴訥としたバリトン」。テレビ創生期から活動している。ユーモラスな演技は「八奈見節」と呼ばれ、独特の台詞回しで知られている（『巨人の星』の伴宙太、『タイムボカン』のグロッキーや『ヤッターマン』のボヤッキーなどに代表される「タイムボカンシリーズ」における三悪の発明家の男などが代表的）。『ドラゴンボール』シリーズではナレーションと北の界王役を長年担当した。博士から敵の大王まで、デブからヤセまで、シリアスからギャグまで演じていたキャラクターは多彩だった。強いて言えば、ヤセたギャグ老人役で知られていた。
父は南満洲鉄道の職員、母は助産婦。中学生になった頃、太平洋戦争は終局を迎えていたが、当時の満州はゆとりのある楽土で、八奈見は旅行好きであった。その時は父が前述の通り、鉄道職員という関係もあったが、「やがて汽車旅行もできなくなる日もくるのではないか」といやな予感がしたことからヒマを見ては、旅に出かけていた。その後、1945年8月、ソ連軍が国境を越え、押し寄せてきたという。妻は同業者の女性。上京後は新婚でアパートに住んでおり、当時、住むところがなかった内海賢二がアパートに転がり込んでいた。また生前の内海は八奈見、柴田秀勝から受けた感謝を忘れなかったという。

### エピソード

#### アドリブ
アドリブを考える際にはテスト、ラストテスト、本番で変えて出すほうであり、相手の台詞や突込みで変えて出しているという。
「タイムボカンシリーズ」では「ポチッとな」「ハァ〜イ、全国の女子高校生のみなしゃ〜ん」「今週の山場〜っ」「来週から『タイムガイコッツ』が始まるよ〜っ」「イケズ〜」などの台詞を数多く残したが、これらは、ほとんどがアドリブだった。スタッフも心得ていて、シリーズ中盤から後期になると八奈見の台詞部分の尺にわざと余裕を持たせてアドリブを入れやすいようにしていた。ほかの番組でこれらの「タイムボカンシリーズ」からの引用がパロディとして登場することもある。田中真弓は八奈見がこれまで演じた役柄に関して、「八奈見さん以外に代わりの人はいない」とも評している。
森久保祥太郎は声優として駆け出しのころ、八奈見と共演したとき、「何十歳も年上なのに凄く楽しそうにする」「この仕事は本当に奥が深いんだな」と思ったと語る。

#### 役柄など
『巨人の星』の伴宙太のオファーが来た際、外国映画で老け役を演じることが多かったため、「10代の役はできない」と一度断ったが、「そのままでやってください」と受けることになったという。その後が大変で、高校生らしく、若々しく演じることが苦しみの連続であり、八奈見にとって、終生忘れられなかった作品となってしまったという。
『マジンガーZ』の弓教授は二枚目の役として役をもらった時は嬉しかったが、遊びがないため演じるのが大変だったと語っている。八奈見は弓教授のイメージは知的としており、「僕にはその知的さを出す才能がなく、明るくて軽い役や悪役のほうがやりやすく、きっと僕自身がそういうキャラクターなんでしょうね」と推察している。
『タイムボカンシリーズ』にて「自分は3枚目になってしまった」とも語っている。
リリー・フランキー原作のアニメ『おでんくん』でだいこん先生役を放送開始の2005年から2009年の最終回まで演じたが、2013年の新作『がんばれ!おでんくん』では八奈見ではなくふくまつ進紗がだいこん先生を演じている。
『ドラゴンボール』シリーズのナレーション、北の界王役は演出家からの指名で決まった。ナレーションは最初はモノローグ調だったが普通のナレーションの方が面白いと考え声の調子を押さえ気味にしていった。北の界王役は当初は変人と解釈して演じていたが、途中からシリアスな面も見せ始め双方をいかに演じ分けるか考えたという。また、そんな彼を愛らしく楽しく演じられたという。
この他バビディ役やブリーフ博士役なども担当しているが、バビディは嫌いなタイプのキャラクターだったと公言している。
『ドラゴンボール改』の魔人ブウ編を境に、バビディやブリーフ博士といった一部の役を降板し、以降はナレーションと北の界王役に専念していた（バビディ役は島田敏、ブリーフ博士役は田中亮一に交代）。その後、療養に伴う休業に入り、『ドラゴンボール超』を降板しており、12話より龍田直樹に交代している。

#### その他
顔出しでテレビなどに出演することはほとんどなく、2009年3月に公開された実写版『ヤッターマン』でも、他の三悪を担当した声優（小原乃梨子、たてかべ和也）が「どくろ鮨」で騙される客役で出演しているが、八奈見は出演していない。『大胆MAP』（テレビ朝日）では顔出しNG、『プロキング』（フジテレビ）では写真のみ公開、『スタア追悼2011 天国への☆ラブレター』（日本テレビ、2011年12月16日放映）では顔出しNGで声だけの出演だった。
母校である修猷館高校出身者の群像が綴られた『修猷山脈』（西日本新聞社編、1971年）のなかで、芸能界において同校出身者がほとんど見当たらないことに対し、「あんなゴッツイ学校から芸能人が出るわけないよ。ぼくなんか不肖のセガレですよ」と苦笑いしたことが記されている。
特技はゴルフ。

## 後任
八奈見の高齢に伴う降板および死後、持ち役・ナレーションを引き継いだ人物は以下の通り。それ以外にも、八奈見の体調不良時にボヤッキー役を同キャラクターのものまねの第一人者である河村和範が臨時で演じたことがある。
| 後任       | 役名             | 概要作品                                        | 後任の初担当作品                                    |
| ---------- | ---------------- | ----------------------------------------------- | --------------------------------------------------- |
| 島田敏     | バビディ         | 「ドラゴンボールシリーズ」                      | 『ドラゴンボール改』第107話                         |
| 田中亮一   | ブリーフ博士     | 「ドラゴンボールシリーズ」                      | 『ドラゴンボール改』第123話                         |
| 龍田直樹   | ナレーション     | 「ドラゴンボールシリーズ」                      | 『ドラゴンボール超』第12話                          |
| 龍田直樹   | 北の界王         | 「ドラゴンボールシリーズ」                      | 『ドラゴンボール超』第14話                          |
| 龍田直樹   | 国王             | 「ドラゴンボールシリーズ」                      | 『ドラゴンボール ザ ブレイカーズ』                  |
| 龍田直樹   | 刀々斎           | 『犬夜叉』                                      | 『半妖の夜叉姫』                                    |
| 掛川裕彦   | ナレーション     | 『中居正広の金曜日のスマイルたちへ』            | 『金スマ波瀾万丈』                                  |
| 飯塚昭三   | マンデマス       | 『最後の猿の惑星』フジテレビ版                  | WOWOW版追加収録部分                                 |
| 平田広明   | 三悪の発明家の男 | 「タイムボカンシリーズ」                        | 『CRヤッターマン』                                  |
| 梅津秀行   | ハカセ           | 『サルゲッチュ』ゲーム版                        | 『プレイステーション オールスター・バトルロイヤル』 |
| こねり翔   | フィルモア       | 『カーズ』                                      | 『カーズ/クロスロード』                             |
| 市川猿之助 | ガン・フォール   | 『ONE PIECE』                                   | 『ONE PIECE エピソードオブ空島』                    |
| 佐藤正治   | ガン・フォール   | 『ONE PIECE』                                   | 第967話                                             |
| 浦山迅     | アイラ           | 『ロマンシング・ストーン 秘宝の谷』テレビ朝日版 | WOWOW版追加収録部分                                 |
| 松山鷹志   | ピカリ           | 『それいけ!アンパンマン』                       | 不明                                                |
| 岩崎ひろし | ブードル         | 『ONE PIECE』                                   | 『ONE PIECE（テレビドラマ版）』                     |
| 山寺宏一   | ワンダユウ       | 『チンプイ』                                    | Fシアター『エリさまのグッドラック』                 |
| 山寺宏一   | ピカリ           | 『それいけ!アンパンマン』                       | -                                                   |

## 出演
太字はメインキャラクター。

### テレビアニメ
1963年
- 狼少年ケン（1963年 - 1965年、狼のボス）
- 鉄腕アトム（第1作）

1965年
- ジャングル大帝
- スーパージェッター
- ハッスルパンチ（ガリガリ博士）

1966年
- おそ松くん（第1作）（松野松造〈父さん〉〈初代〉 他）
- 海賊王子
- とびだせ!バッチリ（ガッポリ社長）

1967年
- 黄金バット（ジンガー博士）
- おらぁグズラだど
- 悟空の大冒険（老人）
- パーマン
- ピュンピュン丸（1967年 - 1970年、所長）
- マッハGoGoGo
- 魔法使いサリー（第1作）（1967年 - 1968年、泥棒A、画伯、侍従）

1968年
- 怪物くん（モノクロ版）（ノウルス、ミイラ男、砂魔人、マダン、ビル・ボディ）
- 巨人の星（1968年 - 1977年、伴宙太） - 2シリーズ
- ゲゲゲの鬼太郎（第1作）
- サイボーグ009（1968年）（ギルモア博士）
- ドカチン（ノーテンパンク博士）
- 妖怪人間ベム

1969年
- 海底少年マリン（怪しい男〈ヘブン〉、コンドル、脱獄囚〈アニキ〉）
- 巨人の星対鉄腕アトム（伴宙太）
- 佐武と市捕物控（御老公）
- そばかすプッチー（ワルジー）
- 忍風カムイ外伝（奉行）
- ハクション大魔王（太郎、ハラポン太郎、動物園園長、校長先生、サーカス団長）
- ムーミン（1969年 - 1972年、ジャコウネズミ） - 2シリーズ
- もーれつア太郎（第1作）（1969年 - 1970年、ココロの親分 他）

1970年
- あしたのジョー（1970年 - 1971年、トン吉）
- アタックNo.1
- いなかっぺ大将

1971年
- 国松さまのお通りだい（吉田の父、十蔵、トン吉、簡散寺の和尚、乗客B 他）
- 天才バカボン（1971年 - 1972年）
- ふしぎなメルモ（老人）

1972年
- 赤胴鈴之助
- 海のトリトン（一平、ネレウス）
- ゲゲゲの鬼太郎（第2作）
- 正義を愛する者 月光仮面（聖者キエフ / サタンの爪、佐々原博士、ドラゴンの牙）
- デビルマン（1972年 - 1973年、ポチ、明の父）
- マジンガーZ（1972年 - 1974年、弓教授〈弓弦之助〉）

1973年
- キューティーハニー
- 荒野の少年イサム
- ジャングル黒べえ（偏屈じいさん）
- ドラえもん（日本テレビ版）
- バビル2世
- ミクロイドS
- ワンサくん（ルパン）

1974年
- アルプスの少女ハイジ（デルフリ村の家主）
- カリメロ（1974年）（フクロウ先生、ネズミギャング・ペペ）
- グレートマジンガー（1974年 - 1975年、大昆虫将軍スカラベス、弓教授〈弓弦之助〉）
- ドロロンえん魔くん
- 魔女っ子メグちゃん

1975年
- アラビアンナイト シンドバットの冒険（氷の魔王）
- 元祖天才バカボン（1975年 - 1977年）
- ゲッターロボG（1975年 - 1976年、車弁慶〈ベンケイ〉、ブライ大帝）
- タイムボカン（1975年 - 1976年、グロッキー）
- UFOロボ グレンダイザー（1975年 - 1977年、宇門源蔵、恐星大王ベガ）
- ラ・セーヌの星（ド・モラール侯）

1976年
- キャンディ・キャンディ（スタッフォード）
- 大空魔竜ガイキング（ポー船長）
- 超電磁ロボ コン・バトラーV（九谷総理大臣、ローレンス＝ピカデリー博士）
- まんが 花の係長

1977年
- ジェッターマルス（タワシ長官）
- ヤッターマン（1977年 - 1979年、ボヤッキー）
- 惑星ロボ ダンガードA（1977年 - 1978年、佐渡、ヘチ副総統）

1978年
- 一休さん（歌の名人）
- 宇宙海賊キャプテンハーロック（1978年 - 1979年、ドクターゼロ、首相）
- SF西遊記スタージンガー（1978年 - 1979年、ドッジ、ポイズ父、シニャ、ジエミンガ）
- キャプテン・フューチャー
- 銀河鉄道999（1978年 - 1980年、黒騎士、お父ちゃん、宿の主人、ボバンボ、ラーメン屋、老人、スタンレー）
- 女王陛下のプティアンジェ（トム）
- ペリーヌ物語（農夫）
- 魔女っ子チックル（教頭先生）
- 無敵鋼人ダイターン3（アニマッド）
- ルパン三世 (TV第2シリーズ)（1978年 - 1980年）

1979年
- あしたの勇者たち（三幌鉄五郎）
- アニメーション紀行 マルコ・ポーロの冒険（僧侶ギルエルメ、ハシム、郭経）
- こぐまのミーシャ（1979年 - 1980年、トド署長 他）
- サイボーグ009（1979年）（トーマス、リゲラ、わし鼻、ダンカン、知事）
- ザ☆ウルトラマン（ドクター）
- ドラえもん（テレビ朝日版第1期）
- 新・巨人の星II（伴宙太）
- ゼンダマン（1979年 - 1980年、トボッケー、トボ山タケオ）
- 日本名作童話シリーズ 赤い鳥のこころ
- 花の子ルンルン

1980年
- 怪物くん（カラー版）（フニャラの父、馬毛野先生、ホーラ）
- タイムパトロール隊オタスケマン（1980年 - 1981年、セコビッチ）
- とんでも戦士ムテキング（小川運転手）
- ニルスのふしぎな旅（テン）
- 坊っちゃん（赤シャツ）
- まんがことわざ事典（フクロウ）
- 魔法少女ララベル（おじいちゃん）
- 燃えろアーサー 白馬の王子（クロノス）

1981年
- 宇宙戦艦ヤマトIII（長老）
- カバ園長の動物園日記（大久保）
- 恐怖伝説 怪奇!フランケンシュタイン（ベルボ警部）
- 銀河旋風ブライガー（1981年 - 1982年、パンチョ・ポンチョ）
- 新・ど根性ガエル
- タイガーマスク二世（アンデスの老人）
- 太陽の使者 鉄人28号（スパーク将軍）
- 鉄腕アトム（第2作）（バリバリ博士）
- Dr.スランプ アラレちゃん（1981年 - 1984年、サファリ、じいちゃん）
- ハニーハニーのすてきな冒険
- ぼくらマンガ家 トキワ荘物語（ナレーター）
- めちゃっこドタコン（ジョージ）
- ヤットデタマン（1981年 - 1982年、ジュリー・コケマツ、ボヤッキー）

1982年
- あさりちゃん（カンタローの父、死神、スクブク）
- うる星やつら（妖怪、ウサギ 他）
- おちゃめ神物語コロコロポロン（イオの父、王）
- 逆転イッパツマン（1982年 - 1983年、コスイネン）
- 銀河烈風バクシンガー（スリーJ〈スリージェイ〉）
- さすがの猿飛（猿飛八宝斎）
- とんでモン・ペ（センタロウ）
- パタリロ!（大臣）
- まんが日本史（名和長年、徳川綱吉、タウンゼント・ハリス）
- わが青春のアルカディア 無限軌道SSX（ドクター蛮）

1983年
- イタダキマン（ダサイネン）
- 銀河疾風サスライガー（D・D・リッチマン）
- ストップ!! ひばりくん!（大空いばり）
- スプーンおばさん（ご亭主〈ポット・ビヨルン〉）
- スペースコブラ
- 魔法の天使クリィミーマミ（1983年 - 1984年、バリバリ 他）

1984年
- OKAWARI-BOY スターザンS（隊長）
- キン肉マン 決戦!7人の正義超人vs宇宙野武士（インゲン長老）
- Gu-Guガンモ（あゆみのおばあちゃん）
- 宗谷物語（吉井艦長、艦長、校長）
- とんがり帽子のメモル（リュックマン、医者、モニカのおじいちゃん）
- 夢戦士ウイングマン（1984年 - 1985年、教頭）
- リトル・エル・シドの冒険（ヘレミアス）
- ルパン三世 PARTIII

1985年
- 悪魔島のプリンス 三つ目がとおる（ヒゲオヤジ）
- ゲゲゲの鬼太郎（第3作）（1985年 - 1988年、一反もめん、教授、ガンギ小僧）
- 北斗の拳（エラリー)
- 魔法のスターマジカルエミ（1985年 - 1986年、中森洋輔）
- 夢の星のボタンノーズ（ファスナー伯爵）

1986年
- あんみつ姫（あべかわ彦左ェ門）
- オバケのQ太郎（テレビ朝日版）（ゴン）
- 銀河探査2100年 ボーダープラネット（ランプ）
- 三国志II 天翔ける英雄たち（張松）
- 昭和アホ草紙あかぬけ一番!（購買部の爺さん）
- ドテラマン（インチ鬼大王）
- ドラゴンボール（1986年 - 1989年、ナレーター、ブリーフ博士）
- ハイスクール!奇面組（1986年 - 1987年、要田ヨネ）
- Mr.ペンペン（イワちゃん）
- メイプルタウン物語（町長）

1987年
- グリム名作劇場（1987年 - 1988年、犬、変わり者、ズルタンじいさん）
- 新メイプルタウン物語 パームタウン編（町長）
- 聖闘士星矢（長老）
- のらくろクン（1987年 - 1988年、くろ吉）
- Bugってハニー（じい 他）
- ビックリマン（1987年 - 1989年、スーパーゼウス）

1988年
- エスパー魔美（社長）
- シティーハンター2（武田）
- 闘将!!拉麵男（老人）
- トッポ・ジージョ（ドグ） - 2シリーズ
- ひみつのアッコちゃん（第2作）（山下コーチ）

1989年
- かりあげクン（1989年 - 1990年、木下社長、和尚さん、ナレーター）
- 新グリム名作劇場（ヘルムートじいさん）
- 新ビックリマン（1989年 - 1990年、スーパーゼウス）
- それいけ!アンパンマン（1989年 - 1993年、ドン・キ・ホタテ、ピカリ〈初代〉、スロット男爵〈初代〉）
- チンプイ（1989年 - 1991年、ワンダユウ）
- ドラゴンボールZ（1989年 - 1996年、ナレーション、北の界王、ブリーフ博士、バビディ）
- パラソルヘンべえ（ブラックホール爺さん）
- まじかるハット（1989年 - 1990年、タウ爺さん、王様）
- 魔法使いサリー（1989年版）（1989年 - 1990年、天気の神）
- らんま1/2 熱闘編（じいさん）

1990年
- ガタピシ（大家さん）
- からくり剣豪伝ムサシロード（ゲンナイ）
- ドラゴンボールZ たったひとりの最終決戦〜フリーザに挑んだZ戦士 孫悟空の父〜（ナレーション）
- 平成天才バカボン（どんぐり医者、空頭の先生）
- 魔神英雄伝ワタル2（鬼輪伴忠太）
- もーれつア太郎（第2作）（ココロのボス）

1991年
- 丸出だめ夫（ボス、医者）

1992年
- 美味しんぼ（松森豊一）
- クッキングパパ（吉岡）
- サラダ十勇士トマトマン（ウメ法師）
- 楽しいムーミン一家 冒険日記（ピンチ）
- ツヨシしっかりしなさい（1992年 - 1994年、西剛介、服部心臓）
- バトルファイターズ 餓狼伝説2（山田十平衛）

1993年
- 快傑ゾロ（ロドリコ）
- GS美神（老人）
- ドラゴンボールZ 絶望への反抗!!残された超戦士・悟飯とトランクス（ナレーション）
- 無責任艦長タイラー（ヒデサブロー・キタグチ）

1994年
- 赤ずきんチャチャ（カ・ザンダン）
- とっても!ラッキーマン（1994年 - 1995年、会長〈2代目〉）

1995年
- アニメ世界の童話（ゼペット）
- キテレツ大百科（太平）
- 空想科学世界ガリバーボーイ（星影老師〈2代目〉）
- クマのプー太郎（ホロホロ鳥、村長 他）
- ヤンボウ ニンボウ トンボウ（青猿の王様）

1996年
- ゲゲゲの鬼太郎（第4作）（1996年 - 1998年、毛羽毛現、骨董屋の主人、ガマ仙人、井戸仙人）
- ドラゴンボールGT（1996年 - 1997年、ナレーション）

1997年
- ドラゴンボールGT 悟空外伝!勇気の証しは四星球（ナレーション）
- 名探偵コナン（天永和尚）
- マッハGoGoGo（秋葉原教授）

1998年
- EAT-MAN'98（村長）
- まもって守護月天!（星神・南極寿星）

1999年
- 週刊ストーリーランド（首吊り死体）
- デジモンアドベンチャー（ゲンナイ）
- Bビーダマン爆外伝V（ハレルヤだいおう）
- ONE PIECE（1999年 - 2004年、ブードル、ガン・フォール〈初代〉）
- 紀末伝説ワンダフルタツノコランド -円盤星人UBO-（ボヤッキー、トボッケー、セコビッチ）

2000年
- クレヨンしんちゃん（お利口マン仙人）
- タイムボカン2000 怪盗きらめきマン（ヒエール、シバレール、ボヤッキー、グロッキー）

2001年
- 犬夜叉（2001年 - 2009年、刀々斎） - 2シリーズ
- デジモンテイマーズ（シェンウーモン）
- 花右京メイド隊（花右京北斎）

2003年
- 高橋留美子劇場（おっちゃん）
- ルパン三世 お宝返却大作戦!!（マーク）

2004年
- モリゾーとキッコロ（モリゾー）
- ルパン三世 盗まれたルパン 〜コピーキャットは真夏の蝶〜（ランバージャック）

2005年
- おでんくん（2005年 - 2009年、だいこん先生）
- ツバサ・クロニクル（2005年 - 2007年、老店主、老人） - 2シリーズ

2006年
- 祝!(ハピ☆ラキ)ビックリマン（2006年 - 2007年、亀 / スーパーゼウス）

2007年
- エレキング the Animation（おいさん）
- ゲゲゲの鬼太郎（第5作）（2007年 - 2009年、一反もめん）
- D.Gray-man（アレイスター・クロウリーI世）

2008年
- かんなぎ（毒蠍先生）
- ヤッターマン（第2作）（2008年 - 2009年、ボヤッキー）

2009年
- 青い文学シリーズ「桜の森の満開の下」（ナレーション）
- ドラゴンボール改（2009年 - 2015年、ナレーション、北の界王、ブリーフ〈初代〉、国王） - 2シリーズ

2010年
- ユメミル、アニメonちゃん シーズン2（ドクターgg）

2011年
- デジモンクロスウォーズ（カラテンモン）

2012年
- イクシオン サーガ DT（医師）

2013年
- トリコ×ONE PIECE×ドラゴンボールZ 超コラボスペシャル!!（界王）

2015年
- ドラゴンボール超（ナレーション〈初代〉、界王〈初代〉）

### 劇場アニメ
1966年
- サイボーグ009（ギルモア博士）

1967年
- サイボーグ009 怪獣戦争（ギルモア博士）
- 少年ジャックと魔法使い

1969年
- 巨人の星（伴宙太）
- 巨人の星 行け行け飛雄馬（伴宙太）

1970年
- 巨人の星 大リーグボール（伴宙太）
- 巨人の星 宿命の対決（伴宙太）

1971年
- どうぶつ宝島（男爵）

1972年
- ながぐつ三銃士（片目）※柴田秀勝と誤表記されており資料には掲載されていない

1973年
- マジンガーZ対デビルマン（弓教授）

1974年
- きかんしゃやえもん D51の大冒険（ジャンボ）
- マジンガーZ対暗黒大将軍（弓教授）

1975年
- グレートマジンガー対ゲッターロボG 空中大激突（車弁慶）

1976年
- グレンダイザー ゲッターロボG グレートマジンガー 決戦! 大海獣（宇門博士）
- 長靴をはいた猫 80日間世界一周（市長）
- UFOロボ グレンダイザー対グレートマジンガー（博士）

1977年
- 新・巨人の星（伴）
- 惑星ロボ ダンガードA対昆虫ロボット軍団（昆虫人間）

1978年
- 宇宙海賊キャプテンハーロック アルカディア号の謎（ドクターゼロ）
- 親子ねずみの不思議な旅（時計）
- 惑星ロボ ダンガードA 宇宙大海戦（ヘチ）

1979年
- がんばれ!!タブチくん!!

1980年
- がんばれ!!タブチくん!! 第2弾 激闘ペナントレース
- サイボーグ009 超銀河伝説（ギルモア博士）
- ゼンダマン ピラミッドの謎の箱だよ!ゼンダマン（トボッケー、トボ山タケオ）
- 地球へ…（ドクター）

1981年
- 悪魔と姫ぎみ（王様）
- シリウスの伝説（砂っぺB）
- 世界名作童話 白鳥の湖（大臣）
- タイムパトロール隊オタスケマン アターシャの結婚披露宴!?（セコビッチ、ボヤッキー、グロッキー、トボッケー）
- ユニコ（神様たち）

1982年
- オズの魔法使い（きこり）
- 巨人の星（伴宙太）
- 浮浪雲（渋沢先生）

1983年
- Dr.スランプ アラレちゃん ほよよ!世界一周大レース
- まんがイソップ物語（カメ）

1984年
- 風の谷のナウシカ（ギックリ）
- キン肉マン 大暴れ!正義超人（ホルモン王）
- 少年ケニヤ（シュタイン博士）
- Dr.スランプ アラレちゃん ほよよ!ナナバ城の秘宝（魔人）

1985年
- Gu-Guガンモ（秋本ナオミ）
- ゲゲゲの鬼太郎（一反もめん）

1986年
- ゲゲゲの鬼太郎 妖怪大戦争（一反もめん）
- ゲゲゲの鬼太郎 最強妖怪軍団!日本上陸!!（一反もめん）
- ゲゲゲの鬼太郎 激突!!異次元妖怪の大反乱（一反もめん）
- スーパーマリオブラザーズ ピーチ姫救出大作戦!（司祭）
- ドラゴンボール 神龍の伝説（ナレーター）
- 北斗の拳

1987年
- グリム童話 金の鳥（大とり）
- 新メイプルタウン物語 パームタウン編（クラーク）
- ドラゴンボール 魔神城のねむり姫（ナレーター）
- みんなあげちゃう（間宮重蔵）

1988年
- ドラゴンボール 摩訶不思議大冒険（ナレーター）
- ビックリマン 第一次聖魔大戦（スーパーゼウス）
- ビックリマン 無縁ゾーンの秘宝（スーパーゼウス）

1989年
- ドラゴンボールZ（ナレーション）
- 迷宮物語

1990年
- おじさん改造講座（薄井〈やもめ〉）
- クロがいた夏（伝六）
- チンプイ エリさま活動大写真（ワンダユウ）
- ドラゴンボールZ この世で一番強いヤツ（ナレーション）
- ドラゴンボールZ 地球まるごと超決戦（界王）

1991年
- ドラゴンボールZ 超サイヤ人だ孫悟空（界王）
- ドラゴンボールZ とびっきりの最強対最強（ナレーション）

1992年
- 三国志 第一部・英雄たちの夜明け（羊仙）
- ドラゴンボールZ 激突!!100億パワーの戦士たち（ナレーション）
- ドラゴンボールZ 極限バトル!!三大超サイヤ人（ナレーション）

1993年
- 銀河英雄伝説 新たなる戦いの序曲（ゲルラッハ子爵）
- 三国志 第二部・長江燃ゆ!（劉表）
- それいけ!アンパンマン 恐竜ノッシーの大冒険（長老）
- ドラゴンボールZ 燃えつきろ!!熱戦・烈戦・超激戦（ナレーション、界王）
- ドラゴンボールZ 銀河ギリギリ!!ぶっちぎりの凄い奴（ナレーション、界王）

1994年
- 餓狼伝説 -THE MOTION PICTURE-（山田十平衛）
- 三国志 完結編・遥かなる大地（華佗）
- ドラゴンボールZ 危険なふたり!超戦士はねむれない（ナレーション）

1995年
- ドラゴンボールZ 復活のフュージョン!!悟空とベジータ（ナレーション、界王）
- ルパン三世 くたばれ!ノストラダムス（フィリップ）

1996年
- クレヨンしんちゃん ヘンダーランドの大冒険（トランプの精）
- ゲゲゲの鬼太郎 大海獣（井戸仙人）
- ドラゴンボール 最強への道（ナレーション）

1997年
- エルマーの冒険（猫）

1998年
- とつぜん!ネコの国 バニパルウィット（ホイホイ）

2001年
- ドラえもん のび太と翼の勇者たち（オオタカ総理）

2002年
- 劇場版 サルゲッチュ 黄金のピポヘル・ウッキーバトル（ハカセ）

2003年
- 犬夜叉 天下覇道の剣（刀々斎）

2005年
- ONE PIECE THE MOVIE オマツリ男爵と秘密の島（ケロデーク）

2008年
- 劇場版 ゲゲゲの鬼太郎 日本爆裂!!（一反もめん）

2009年
- 劇場版 ヤッターマン 新ヤッターメカ大集合! オモチャの国で大決戦だコロン!（ボヤッキー）

2013年
- ドラゴンボールZ 神と神（界王）
- ルパン三世VS名探偵コナン THE MOVIE（マスター）

### OVA
1984年
- BIRTH（ジイ）

1985年
- エリア88（ジュゼッペ・ファリーナ）
- こちら葛飾区亀有公園前派出所（老人）
- ドリームハンター麗夢（執事）

1986年
- アイ・シティ（ティ）
- ザ・超女（マーフィー）
- デルパワーX 爆発みらくる元気!!（矢波辰ェ門）
- 魔法のスターマジカルエミ 蝉時雨（中森洋輔）

1987年
- 夢幻紳士 冒険活劇編（老博士）

1988年
- ザナドゥ ドラゴンスレイヤー伝説（タストン）
- 沙羅曼蛇（大臣A）
- ドミニオン（ブアク）

1989年
- 銀河英雄伝説（ゲルラッハ子爵、政治家）
- ビックリマン西暦1999ファンタジー（スーパーゼウス）

1991年
- アリス 〜モンキーパンチの世界〜（博士）
- けっこう仮面（サタンの足の爪）

1992年
- うしおととら（海座頭）
- 機神兵団（教授）
- BASTARD!! -暗黒の破壊神-（1992年 - 1993年、メタリカーナ王）

1993年
- 創竜伝（ヴィンセント）
- タイムボカン王道復古（グロッキー、ボヤッキー、トボッケー、セコビッチ、コケマツ、コスイネン、ダサイネン）
- ツインビー ウィンビーの1/8パニック（マードック博士）
- ドラゴンボールZ外伝 サイヤ人絶滅計画（ナレーション）
- モルダイバー（天城教授 / マシンガル教授）

1996年
- ウルトラマン超闘士激伝（ウルキュース・ノタニー博士）

1999年
- 菜々子解体診書（久龍）

2000年
- 真ゲッターロボ対ネオゲッターロボ（敷島博士）

2001年
- マジンカイザー（2001年 - 2003年、弓教授、魔魚将軍アンゴラス） - 2作品

2002年
- 魔法のスターマジカルエミ 雲光る（中森洋輔）

2006年
- ガン×ソード（カメオ）

2008年
- ドラゴンボール オッス!帰ってきた孫悟空と仲間たち!!（ナレーション）

2010年
- ドラゴンボール 超サイヤ人絶滅計画（界王）

2011年
- ドラゴンボール エピソード オブ バーダック（ナレーション）

### ゲーム
1988年
- ビックリマン大事界（スーパーゼウス）

1992年
- 天外魔境II 卍MARU（デューク・ペペ、エビス丸）

1993年
- 慶応遊撃隊（Dr.ポン）

1994年
- ガンバード（1994年 - 2004年、エース、ギミック） - 3作品
- ツインビー 対戦ぱずるだま（マードック博士）
- ドラゴンボールZ 偉大なる孫悟空伝説（ナレーション）
- ドラゴンボールZ 真サイヤ人絶滅計画 -宇宙編-（ナレーション）
- ドラゴンボールZ 真サイヤ人絶滅計画 -地球編-（界王）
- ドラゴンボールZ 超武闘伝3（バビディ）
- ぽっぷるメイル（ナッツ・クラッカー）※PCエンジン版

1995年
- がんばれゴエモン きらきら道中〜僕がダンサーになった理由〜 - 友情出演
- 空想科学世界ガリバーボーイ（1995年 - 1996年、シロジー） - 2作品
- 実況おしゃべりパロディウス（ナレーター、実況担当の「タコ」）
- ドラゴンボールZ 真武闘伝（ナレーション、アイテム商人）
- ドラゴンボールZ 超悟空伝 -突激編-（ナレーション）

1996年
- 新スーパーロボット大戦（車弁慶）
- 第4次スーパーロボット大戦S（車弁慶）
- トバルNo.1（フェイ・プー・スー）
- ドラゴンボールZ 偉大なるドラゴンボール伝説（ナレーション、界王）
- フェーダ・リメイク 〜エンブレム・オブ・ジャスティス〜（コウメイ）
- ボカンと一発!ドロンボー（1996年 - 1997年、ボヤッキー） - 2作品
- マジクール（師匠）

1997年
- 悪魔城ドラキュラX 月下の夜想曲（子悪魔、鼻悪魔）
- サイバーボッツ（地獄大師）
- スーパーロボット大戦シリーズ（1997年 - 2001年、車弁慶、弓教授） - 4作品
- トバル2（フェイ・プー・スー）

1998年
- 火星物語（長老）
- サクラ大戦2 〜君、死にたもうことなかれ〜（木喰）
- ザ・マッチゴルフ （西東茂吉）
- ボカンですよ（ボヤッキー）

1999年
- キャプテン・ラヴ（永堀義光）
- サルゲッチュ（PS版）（ハカセ）
- スーパーロボット大戦コンプリートボックス（車弁慶）

2000年
- 決戦（本多正信）
- ボカン伝説 ブタもおだてりゃドロンボー（ボヤッキー）

2001年
- 犬夜叉（刀々斎）
- スーパーロボット大戦α外伝（車弁慶、パンチョ・ポンチョ）
- ピポサル2001（ハカセ）
- ボカンGoGoGo（グロッキー、ボヤッキー、トボッケー、セコビッチ、ジュリー・コケマツ、コスイネン、ダサイネン、ヒエール）
- 松本零士999 〜Story of Galaxy Express 999〜（Dr.ゼロ）
- ONE PIECE とびだせ海賊団!（ブードル）

2002年
- 犬夜叉〜戦国お伽合戦〜（刀々斎）
- サルゲッチュ2（ハカセ）
- スーパーロボット大戦IMPACT（車弁慶、百鬼大帝ブライ、恐星大王ベガ）
- テイルズ オブ デスティニー2（ラヴィル・クレメンテ）

2003年
- ケロケロキングDX（王様）
- 第2次スーパーロボット大戦α（車弁慶）
- ドラゴンボールZ（界王、ナレーター）
- みんなのGOLF 4（ガルーダ）
- ONE PIECE グランドバトル! 3（ガン・フォール）

2004年
- 犬夜叉 〜呪詛の仮面〜（刀々斎）
- ガチャメカスタジアム サルバト〜レ（ハカセ）
- スーパーロボット大戦MX（2004年 - 2005年、車弁慶、百鬼大帝ブライ、恐星大王ベガ） - 2作品
- スーパーロボット大戦GC（パンチョ・ポンチョ）
- ドラゴンボールZ2（魔導師バビディ、ナレーション）
- スロッターUPコア3 愉打!ドロンジョにおまかせ（ボヤッキー）

2005年
- サルゲッチュ3（ハカセ）
- 第3次スーパーロボット大戦α 終焉の銀河へ（車弁慶）
- 超ドラゴンボールZ（ナレーション）
- ドラゴンボールZ Sparking!（界王、ナレーター）
- ドラゴンボールZ3（魔導師バビディ、ナレーション、界王さま）
- ドラゴンボールZ 舞空烈戦（バビディ）

2006年
- サルゲッチュミリオンモンキーズ（ハカセ）
- スーパーロボット大戦XO（パンチョ・ポンチョ）
- テイルズ オブ デスティニー（PS2版）（クレメンテ）
- 天外魔境ZIRIA〜遥かなるジパング〜（ガマ仙人）
- ドラゴンクエスト 少年ヤンガスと不思議のダンジョン（ナレーション）
- ドラゴンボールZ Sparking! NEO（界王様、バビディ、ナレーター）

2007年
- 悪魔城ドラキュラ Xクロニクル（子悪魔、鼻悪魔）
- ゲゲゲの鬼太郎 妖怪大運動会（一反もめん）
- サルゲッチュ サルサル大作戦（ハカセ）
- ドラゴンボールZ 真武道会2（ナレーション、バビディ）
- ドラゴンボールZ Sparking! METEOR（バビディ、ナレーター）

2008年
- スーパーロボット大戦A PORTABLE（車弁慶、百鬼大帝ブライ、恐星大王ベガ）
- スーパーロボット大戦Z（車弁慶、百鬼大帝ブライ、恐星大王ベガ）
- タツノコ VS. CAPCOM CROSS GENERATION OF HEROES（ボヤッキー）
- ヤッターマンDS シリーズ（ボヤッキー） - 2作品
- ドラゴンボールZ インフィニットワールド（界王さま、バビディ）

2009年
- スーパーロボット大戦NEO（パンチョ・ポンチョ）
- ドラゴンボール 天下一大冒険（ナレーション）
- ドラゴンボール レイジングブラスト（2009年 - 2010年、界王様、バビディ、ナレーション） - 2作品

2010年
- ドラゴンボール タッグバーサス（界王様、バビディ、ナレーション）

2011年
- ドラゴンボール改 アルティメット武闘伝（界王さま）

2013年
- デジモンアドベンチャー（ゲンナイ）

2015年
- ドラゴンボールZ 超究極武闘伝（界王様、ブリーフ博士）

### 吹き替え

#### 映画
- 哀愁物語（エドガー・キャリントン〈セドリック・ハードウィック〉）
- 嵐の中で輝いて（サンフラワー〈ジョン・ギールグッド〉）※ソフト版
- アンドロメダ…（ピーター・ジャクソン）※テレビ朝日版
- イナフ（フィル〈クリストファー・マー〉）※テレビ東京版
- ヴァン・ダム IN コヨーテ（ジュバル・アーリー〈パット・モリタ〉）※テレビ東京版
- 裏切りの荒野（中尉）※フジテレビ版
- エメラルド・フォレスト（ワナディ）※テレビ朝日版
- お熱いのがお好き（酔っ払い〈フレッド・シャーマン〉）
- オズの魔法使（ライオン〈バート・ラー〉）※ソフト版
- 怪奇!血のしたたる家（グレイソン〈ピーター・カッシング〉）
- かいじゅうたちのいるところ（ザ・ブル）
- 風と共に散る（ジャスパー・ハドリー〈ロバート・キース〉）※テレビ朝日版
- カンフーキッド/好小子（祖父〈チェン・ウェイロー〉）
- 騎兵隊（ヴァージル〈ストローザー・マーティン〉）※NETテレビ版
- 恐怖の岬 ※テレビ朝日版
- 魚雷特急（ラウス〈ジョン・マーリー〉）
- グレートスタントマン（マックス・バーンズ）※テレビ朝日版
- グレムリン（ファッターマン〈ディック・ミラー〉）※フジテレビ版
- ケンタッキー・フライド・ムービー（クロード・ラモン、デスマイザー判事）※ソフト版
- コクーン（バーニー〈ジャック・ギルフォード〉）
- コクーン2/遥かなる地球（バーニー〈ジャック・ギルフォード〉）※テレビ朝日版
- サイコ（アル・チェンバース保安官〈ジョン・マッキンタイア〉）※TBS版
- 最後の猿の惑星（マンデマス（リュー・エアーズ）[142]）
- さすらいのガンマン（チャック）
- 猿の惑星（マクシマス〈ウッドロー・パーフリー〉）※フジテレビ版
- ジェイ&サイレント・ボブ 帝国への逆襲（ヒッチハイカー〈ジョージ・カーリン〉）※ソフト版
- スモール・ソルジャーズ（ジョー〈ディック・ミラー〉）※日本テレビ版
- スリーピング・モンキー/睡拳（ラオ・チャーユー〈ユエン・シャオティエン〉）
- 続・荒野の1ドル銀貨 ※TBS版
- 続ラブ・バッグ（ジャドソン〈ジョン・マッキンタイア〉）
- 底抜けふんだりけったり（バーティー〈リチャード・ヘイデン〉）※フジテレビ版
- ゾンビコップ（アーサー・P・ローダーミルク〈ヴィンセント・プライス〉）
- 大空港（アッカーマン、シュルツ氏）※日本テレビ旧録版
- 大西部への道（ウェザビー牧師〈ジャック・イーラム〉）
- 脱走山脈（ケラーマン）※テレビ朝日版
- チーター/三人とチーター友情物語（ナイジェル）
- チキ・チキ・バン・バン（バンジー・ポッツ〈ライオネル・ジェフリーズ〉）※TBS版
- デンジャラス・ビューティー2（バスター・ハリソン〈ドン・ペリー〉）※日本テレビ版
- 天地創造（ノア〈ジョン・ヒューストン〉）※日本テレビ版
- 遠い国（ギャノン〈ジョン・マッキンタイア〉）※フジテレビ版[143]
- ドクター・ドリトル2（ビーバー〈リチャード・C・サラフィアン〉）※ソフト版・テレビ東京版
- ドグマ（イグネシアス・グリック枢機卿〈ジョージ・カーリン〉）
- ドラゴン・カンフー/龍虎八拳（易者先生）
- ナチュラル（レッド・ブロウ〈リチャード・ファーンズワース〉）※テレビ朝日版
- ハチェット牧場の対決（カバナー〈ポール・フィックス〉）
- 薔薇の名前
- ハロウィン・インベーダー/火星人襲来!?（レンチミュラー〈ロイヤル・ダノ〉）
- バンドレロ（コート・ハイジャック〈ハリー・ケリー・ジュニア〉、バーテンダー）
- フェリーニのアマルコルド（アウレリオ）
- プランサー トナカイの贈り物（オレル・ベントン〈エイブ・ヴィゴダ〉）※VHS・LD版
- ペティコート作戦（サム〈アーサー・オコンネル〉）※TBS版
- ポパイ（プープデック提督〈レイ・ウォルストン〉）※フジテレビ版
- マスターズ/超空の覇者（グウィルダー〈ビリー・バーティ〉）※テレビ朝日版
- マネキン（フェリックス〈G・W・ベイリー〉）
- ミュータント・タートルズ（スプリンター〈ケビン・クラッシュ〉）※フジテレビ版
- ミラクル・ペティント（クリスピン）
- 無防備都市 ※テレビ東京版
- モロッコ ※テレビ朝日版
- ヨーク軍曹（ジーク）
- レスリー・ニールセンのドラキュラ（ヴァン・ヘルシング教授〈メル・ブルックス〉）
- ロマンシング・ストーン 秘宝の谷（アイラ）※テレビ朝日版

#### ドラマ
- アウター・リミッツ（アリヴェロ博士、リチャード・ベレロSr.、E・F・ラーキン）
- 悪魔の手ざわり
- 宇宙船レッド・ドワーフ号（神父〈ノエル・コールマン〉）
- 奥さまは魔女（城主）
- オン・ジ・エアー（グレート・プレシディオ〈I・M・ホブソン〉）
- かわいい魔女ジニー
- 恐竜家族
- 刑事コロンボシリーズ
  - 二枚のドガの絵（フランク・シンプソン弁護士〈ドン・アメチー〉、検視官）
  - 自縛の紐（ハリー）※NHK版
  - 黄金のバックル（美容師・ダリル〈アンソニー・ホランド〉、警察官）
- 警部マクロード
- 新スタートレック（アイラ・グレーブス博士）
- スパイ大作戦
  - 市長室乗っ取り（署長、警備員）
  - カラクリを叩きつぶせ（カリッド）
- スペース1999 謎の宇宙知性体
- 青春の城 コビントン・クロス（ギャップ〈ジョン・ボズウォール〉）
- 0011ナポレオン・ソロ（テフラー、給仕）
- SOAP ソープ シーズン2 #11（ロドニー・レイシン）
- ダンディ2 華麗な冒険 #3（ウィリアム・ベントン、管理人）、#21（ジョン・キャヴェンディッシュ）
- 地上最強の美女たち!チャーリーズ・エンジェル シーズン1 #22（バート、マッサージ店の客）
- 超音速攻撃ヘリ エアーウルフ シーズン3 #2（提督〈ロバート・F・サイモン〉）
- 逃亡者 #32（テレビのインタビューア）、#102（ベンソン〈クラハン・デントン〉）
- 特攻野郎Aチーム シーズン4 #15（チャック・ダンフォード〈L・Q・ジョーンズ〉）
- 爆発!デューク（ジェシー・デューク）
- ふたりは最高!ダーマ&グレッグ シーズン4 #22（アール・タッカー〈エドワード・アズナー〉）
- フラグルロック
- プリズナーNo.6 第11話「チェックメイト」（No.36（管理官）〈バジル・ディグナム〉）
- フルハウス（レンジャー・ロイ）
- マペット・ショー
- ミステリーゾーン3 #24 「人類に供す」
- ミステリーゾーン4
  - #14 「再び故郷へ」（フェザースミス〈アルバート・サルミ〉）
  - #16 「太陽が二つ輝く」
- ヤングライダーズ シーズン1 #1（パディ・マクガーク）
- 愉快なシーバー家 シーズン1 #19（バズ）
- 世にも不思議なアメージング・ストーリー
- ララミー牧場（ジョネシィ〈ホーギー・カーマイケル〉）

#### アニメ
- アークエとガッチンポーてんこもり（校舎）
- イウォーク物語（ウィーチー）※VHS版
- 宇宙家族ジェットソン（アストロ）
- カーズシリーズ（フィルモア）
  - カーズ
  - カーズ2
  - カーズトゥーン メーターの世界つくり話
  - カーズトゥーン ラジエーター・スプリングスの仲間たち
- ぞうのババール（コーネリアス）
- タコのロクちゃん
- チップとデールの大作戦（ペプト）※新吹き替え版
- 突貫カメ君
- ディック・トレイシー（ジョー・ヤマダ警部）
- 電光石火バットマン（ザーボア）
- ねずみの恩がえし（サンタ）
- ピンチクリフ・グランプリ（レオドル）
- ファン・アンド・ファンシー・フリー（グーフィー）※TBS版
- Mr.インクレディブル（通行人）
- ミッキーマウスとドナルドダック（グーフィー）
- ビーストウォーズメタルス 超生命体トランスフォーマー（シークランプ）
- リトル・マーメイドシリーズ（グリムズビー）
  - リトル・マーメイド
  - リトル・マーメイド (テレビアニメ)
  - リトル・マーメイドII Return to The Sea
- ロード・オブ・ザ・リング 指輪物語（ガンダルフ）

#### 人形劇
- 海底大戦争 スティングレイ ネス湖の怪獣（ジャック・デンヴァー提督）
- サンダーバード
  - 原子炉の危機（記者A）
  - 恐怖の空中ファッションショー（ノーマン所長）
  - サンダーバード 劇場版（アロイシャス・パーカー）※民放テレビ版

### テレビドラマ
- そこに穴が（1961年7月8日、フジテレビ系「東芝土曜劇場」）

### 特撮
1971年
- シルバー仮面（春日勝一郎博士の声） ※第3話

1972年
- 快傑ライオン丸（八郎太の声） ※第16話

1973年
- ロボット刑事（ワッカマンの声、ドクガスマンの声、ガトリングマンの声）

1974年
- SFドラマ 猿の軍団（ゴビー長官の声）

1975年
- アクマイザー3（ガブラの声）

1976年
- 超神ビビューン（ガブラの声）
- プロレスの星 アステカイザー（ルアーの声）

1977年
- ロボット110番（ミスターチーフの声）

1984年
- どきんちょ!ネムリン（ビビアンの声）

### ラジオ
- 青春アドベンチャー『封神演義』（NHK-FM）（費仲）
- タイラー無責任倶楽部（キタグチ軍医）
  - 共演：成田剣との二人芝居 ※CD未収録
- ツインビーPARADISE（マードック博士）

### ドラマCD
- 究極戦隊ダダンダーン（ミスター珍）
- ゲッターロボVSゲッターロボG（車弁慶）
- アニメイトCDコレクション サイバーボッツ（地獄大師）
- せんせいのお時間 ラジオドラマ版（松本先生の祖父）
- CDシアター ドラゴンクエストIV（ブライ）
- CDドラマコレクションズ 三國志（王允子師）
- 街 第Qの男 〜QはquestionのQ〜（市川文靖）
- タイムボカンシリーズ（いずれもビクターエンタテインメント）
  - タイムボカン（グロッキー）
  - タイムパトロール隊オタスケマン（セコビッチ、グロッキー、ボヤッキー、トボッケー）
  - タイムボカン名曲大全（ボヤッキー）
  - タイムボカン カラオケ博覧會（ボヤッキー）
  - 悪玉馬券塾（グロッキー、ボヤッキー、トボッケー、セコビッチ、コケマツ、ダサイネン）
  - タイムボカン王道復古 特訓満漢全席（ボヤッキー）
  - 平成タイムボカン（ボヤッキー、ジュリー・コケマツ）
- まもって守護月天!再逢（星神・南極寿星）
- 無責任艦長タイラー（キタグチ軍医）
- スーパーリアル麻雀PVIドラマCDプライベート（香山藤兵衛）
  - MUSIC FILE 4 我田引水
  - MUSIC FILE 5 天真爛漫
  - SOUND NOTE 1 YAH!YAH!YAH!
  - SOUND NOTE 2 DELIGHTFUL

### デジタルコミック
- ルパン三世 D2 MANGA（1997年、成金男）

### CD
- ゲゲゲの鬼太郎 テーマ曲集「燃えろ！鬼太郎」
  - 「一反もめんが空をいく」（一反もめん）
- ゲゲゲの鬼太郎（第5作）音楽CD
  - 「おいどん てんがらもん」（一反もめん）
  - 「ゲゲゲの鬼太郎・妖怪パラパラ」（一反もめん）
- タイムボカン名曲大全
- タイムボカン王道復古 特訓満漢
- 天才ドロンボー'08（シングルCD、ドロンボー名義）
- ドロンボー伝説'08（アルバムCD、ドロンボー名義）
- Vジャンプラネット 史上最大の歌合戦（エノモト）

### ナレーション
- 映像の世紀（アドルフ・ヒトラー、ホー・チ・ミン、ユダヤ武装組織の指導者、ポル・ポト政権の指令文書）
- ダウンタウンDX
- ビートたけしのTVタックル
- 天才てれびくんMAX（2007年度「『いい！TV』スペシャル」）
- トリビアの泉 〜素晴らしきムダ知識〜（「トリビアの影ナレ」『ヤッターマン』のボヤッキー）
- 中居正広の金曜日のスマたちへ→中居正広の金曜日のスマイルたちへ（おじいさん）
- 脳内エステ IQサプリ（2006年10月28日の問題VTR）
- はたらくひとたち
- 摩訶!ジョーシキの穴
- モリゾー・キッコロ 森へいこうよ!（モリゾー）※キッコロ役の渡辺菜生子と進行ナレーションを担当
- ズームイン!!SUPER NG投稿（秘）映像180発 年忘れスペシャル（ナレーション）
- 邦子と徹のあんたが主役（ナレーション） - テレビ朝日
- 知ってるつもり?!

### CM
- タカトクマンモス合身三冠王（1982年）：コスイネンの声
- タカトクイタダキメカ（1983年）：ダサイネンの声[144]
- 夕月かまぼこパブスティック（1986年）：神の声
- デザエモン（1994年）
- 日産自動車（1996年）：猫の声（出演：イチロー）
- 集英社週刊少年ジャンプ
- オートバックス（2006年冬季キャンペーンCM。CM中のナレーションを担当）
- マリオ&ルイージRPG（2003年ナレーション）
- ヨッシーの万有引力（2004年ナレーション）
- ペヤングラーメンライス（1986年ナレーション）
- LION（2001年頃の歯ブラシCM。CM中に登場するキャラクター「チェンじぃ」）
- マルコメ
- アニマックス内「ポッカ100レモン」CM『レモンマン』（グランパ）
- 角川映画『カンフーくん』（2008年、CM中のナレーションを担当）
- SOFT99 Tinet（ボヤッキー）
- ヤッターマン ポチッとなボタン（2008年、ボヤッキー）
- 不思議のダンジョン2 風来のシレン（1995年、CM中に登場する「ガイバラ」）
- 実況おしゃべりパロディウス（1995年）
- ボカンと一発!ドロンボー（1996年、ボヤッキー）
- ボカンですよ（1998年、ボヤッキー）
- ボカン伝説 ブタもおだてりゃドロンボー（2000年、ボヤッキー）
- ドラゴンボール アドバンスアドベンチャー（2004年、ナレーション）
- タツノコ VS. CAPCOM（2008年、ボヤッキー）
- P&G「プリングルズ」（2009年ナレーション）
- カネボウフーズ（現：クラシエフーズ） 『ぐぐっとガムダス』（ナレーション）
- スクウェア・エニックス『ドラゴンクエストモンスターズ スーパーライト』（2014年ナレーション）
- ファミリーマート ドッチモイタリアーノ（1999年、小原乃梨子と共演・アニメ音声）
- ポピー「ジャンボマシンダー・マジンガーZ、ゲッターロボ」CM（ナレーション）
- 日本ケロッグ「コンボ」のCM「キングコンボ vs ジャングルチーム」編：ジャングルチームのサイの声
- 佐川急便「e-collect」（2005年ナレーション）

### その他コンテンツ
- ゲゲゲの鬼太郎 妖怪JAPANラリー3D（一反もめん）
- 埼玉県立川の博物館（第一展示室にある蔵の中にいるネコ）
- 万創のテレビアイドルえほん・ソノシート「ウルトラマンA・ヤプール人のしんりゃく」（ヤプール）
- 万創・ソノシート「科学忍者隊ガッチャマン」（ベルク・カッツェ）
- 朝日ソノラマ出版のソノシート実写番組ドラマ『ウルトラマンタロウ』（白鳥船長）
- 東芝HP内コンテンツ「ヤッターマン×トウシバ」（ボヤッキー）
- ドラえもん&チンプイ エリ様 愛のプレゼント大作戦（ワンダユウ）
- ヤッターマン ポチッとなボタン（ボヤッキー）
- 岡山県笠岡市立カブトガニ博物館（カブトガニシアターで約15分放映されている解説映像の恐竜）
- こどもにんぎょう劇場「三びきのやぎのがらがらどん」（リス）
- なるほど!ザ・ワールド（ボイスオーバー）